# Live (Seeed-Album)
Live ist ein Live- und Videoalbum der Berliner Musikgruppe Seeed. Veröffentlicht wurde es am 3. November 2006 von der Plattenfirma Downbeat Records. Die DVD ist von der FSK ohne Altersbeschränkung freigegeben.

## Inhalt
Auf dem Album sind Konzertmitschnitte von Seeeds Auftritten auf der Kindl-Bühne Wuhlheide (2004), in der Arena Berlin (2006), beim Festival Das Fest in Karlsruhe (2006), in Dresden (2006) und in Oberhausen (2006) enthalten. Der Großteil der gespielten Lieder stammt von den drei zuvor veröffentlichten Studioalben der Band New Dubby Conquerors, Music Monks und Next!. Der Titel Shake Baby Shake entstammt dem von Seeed komponierten Electric Boogie Riddim, während King Rodriguez eine B-Seite der Single von Schwinger ist.
Die DVD-Version enthält außerdem zehn Musikvideos der Gruppe und weiteres Bonusmaterial.

## Produktion
Das Album wurde von Seeed in Zusammenarbeit mit dem Musikproduzent Olsen Involtini produziert.

## Covergestaltung
Das Albumcover zeigt die Band bei ihrem Auftritt auf der Bühne und im Vordergrund das Publikum. Im oberen Teil des Bildes befindet sich der Schriftzug Seeed in großen, orange leuchtenden Buchstaben und am unteren Bildrand steht der Titel Live in gleicher Farbe.

## Titellisten

### CD
| Titelliste 1. Wir sind Seeed – Reeemix – 2:07 2. Aufstehn! – 3:49 3. Stand Up – 2:33 4. Schwinger – 3:27 5. She Got Me Twisted – 3:16 6. Please – 1:58 7. Waterpumpee – 3:16 8. Release – 3:05 9. Shake Baby Shake – 2:50 10. Goose Bumps / Fire in the Morning – 3:53 11. Music Monks – 3:29 12. Großhirn – 2:46 13. Psychodelic Kingdom – 2:41 14. Next …!! – 3:21 15. Same Jam – 2:10 16. Ding – 5:09 17. Dancehall Caballeros – 3:01 18. King Rodriguez – 3:08 19. Respectness – 3:55 20. Dickes B – 6:06 21. Pressure (Bonustitel) – 2:42 | Anmerkungen - Titel 1, 7, 9, 21: Berlin Wuhlheide 2004 - Titel 2, 3, 5, 10, 11, 12, 13, 14, 15, 18: Berlin Arena 2006 - Titel 4, 16, 20: Das Fest Karlsruhe 2006 - Titel 6, 8, 17: Dresden 2006 - Titel 19: Oberhausen 2006 |

### Videoalbum
| Titelliste 1. Rodeo Cut – 1:22 2. Stand Up – 2:32 3. Schwinger – 3:26 4. Twisted – 3:21 5. Please – 1:58 6. Seeedlife Part I “Oceans 11” – 5:45 7. Wir sind Seeed – Reeemix – 1:16 8. Waterpumpee – 3:16 9. Release – 2:59 10. Badabash Interlude – 3:27 11. Shake Baby Shake – 2:49 12. Music Monks – 3:58 13. Seeedlife Part II “Tourlife” – 4:12 14. Aufstehn! – 4:17 15. Großhirn – 2:45 16. Psychedelic Kingdom – 2:44 17. Next …!! – 3:52 18. Seeedlife Part III “Berlin-Kingston” – 4:43 19. Goose Bumps / Fire in the Morning – 3:07 20. Oceans 11 – 1:56 21. Same Jam – 2:10 22. Diseases – 4:07 23. Ding – 4:41 24. Seeedlife Part IV “Muddy Slowlife” – 2:50 25. Dancehall Caballeros – 2:48 26. King Rodriguez – 3:43 27. Dickes B – 8:16 | Musikvideos 1. Schwinger – 3:46 2. Good to Know – 3:34 3. Aufstehn! – 3:50 4. Rise & Shine – 3:49 5. Ding – 3:22 6. Music Monks – 3:25 7. Music Monks (Int. Version) – 3:25 8. What You Deserve Is What You Get – 4:04 9. Dancehall Caballeros – 2:59 10. Dickes B – 3:59 Bonusmaterial 1. Release – 3:11 2. Music Monks – 3:13 3. Miss Gorgeous / Pharao Riddim (feat. General Degree) – 2:20 4. Making of Videos – 8:38 |

## Chartplatzierungen und Auszeichnungen
Live stieg am 17. November 2006 auf Platz 3 in die deutschen Albumcharts ein und belegte in den folgenden Wochen die Ränge 9, 17 und 23. Insgesamt hielt sich der Tonträger mit einer Unterbrechung 22 Wochen in den Top 100. In Österreich erreichte das Album Position 4 und in der Schweiz Platz 26.
Für mehr als 200.000 verkaufte Exemplare erhielt die CD-Version von Live im Jahr 2014 in Deutschland eine Platin-Schallplatte. Die DVD-Version des Albums wurde über 75.000 mal verkauft und somit 2009 mit 3-fach Gold ausgezeichnet.

## Rezeption
| Professionelle Bewertungen | Professionelle Bewertungen |
| Kritiken                   | Kritiken                   |
| Quelle                     | Bewertung                  |
| -------------------------- | -------------------------- |
| laut.de                    | [ 6 ]                      |

Die Internetseite laut.de gab dem Album vier von möglichen fünf Punkten:

„Vor einer Wahnwitz-Kulisse von gefühlten 100.000 Zuschauern bringen sie das Konzertgelände von 'Das Fest' in Karlsruhe samt dazugehörigem Hügel förmlich zum Explodieren. Eine einzige Wand aus schwitzenden und tobenden Leibern brodelt vor der Bühne; das Kultfestival in Deutschlands Süden ist der ideale Auftrittsort für eine Combo vom Schlage Seeeds. […] Die Auswahl der Songs ist ganz sicher Gegenstand heftiger Diskussionen. Mir persönlich fehlt ein ‚Papa Noah‘, wohingegen das schluffige ‚Slow Life‘ jetzt sogar in den Rang einer Single gehoben wurden. Dass ‚Fire The Hidden‘ in der Publikumsgunst regelmäßig durchfällt, ist auch eher schade. Aber selbst wenn einem die Songs selbst nicht so zusagen, die Darbietung derselben ist über alle Zweifel erhaben.“